# Máquina del Juicio Final

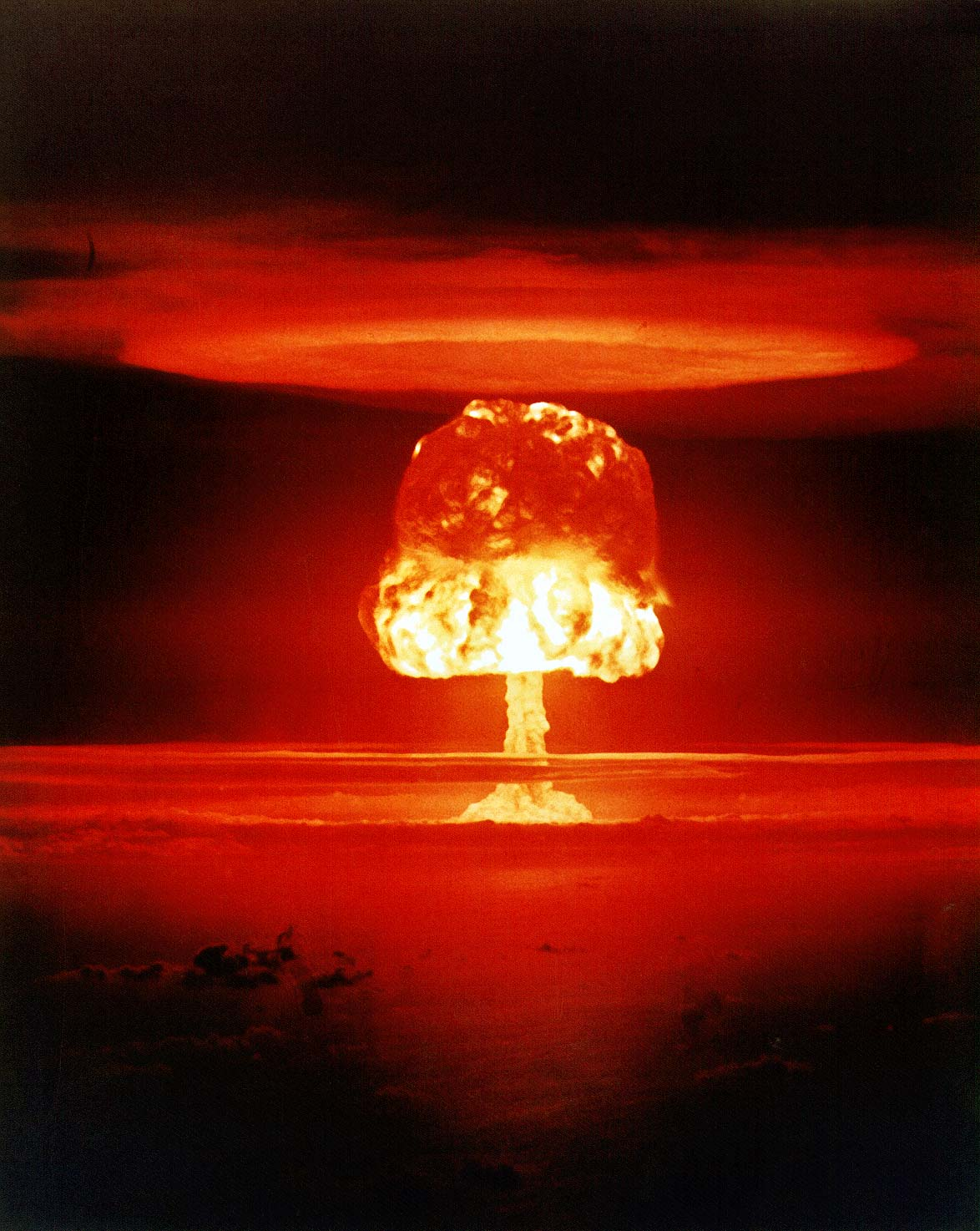
Muchos dispositivos hipotéticos del fin del mundo se ha hecho alusiones a la bomba de hidrógeno salada que generan grandes cantidades de radiación nuclear a partir de los resultados arrojados por las pruebas nucleares.

La Máquina del Juicio Final es una tecnología y dispositivo hipotético —normalmente se suele asociar a un arma o un sistema de armas— que podría destruir toda la vida en un planeta, particularmente la Tierra, o ser capaz de destruir al planeta mismo, provocando el denominado " día del juicio final ", un término utilizado para referirse al fin de las especies en el planeta Tierra. La mayoría de las construcciones hipotéticas se basan en el artefacto más mortífero jamás creado por el hombre: la bomba de hidrógeno; se suele mencionar que estos artefactos pueden ser de tamaño arbitrario, asumiendo que no hay preocupaciones sobre su entrega a un objetivo determinado (véase el diseño de Teller-Ulam ) o que pueden ser "saladas" que contienen materiales diseñados para crear una lluvia radiactiva duradera y peligrosa (como por ejemplo, una bomba de cobalto como es el ejemplo más caótico).
Los dispositivos del fin del mundo por lo general se asocian al concepto de holocausto nuclear pues provocan el sentido de alerta de la sociedad humana ante su inevitable fin, por lo que han estado presentes en la literatura, el cine, el arte y cualquier medio de comunicación presente en la cultura popular, especialmente desde el siglo XX, cuando los avances llevados a cabo por la ciencia y la tecnología hicieron que la destrucción mundial (o al menos la erradicación de toda vida humana) pues cada vez más siendo este un escenario realista, tras los acontecimientos del final de la Segunda Guerra Mundial tras los horrores de Hiroshima y Nagasaki. Muchos clásicos del género de la ciencia ficción (especialmente la literatura y fanzines, el cine y más tarde la televisión) retomarían en este sentido este concepto. El término "máquina del fin del mundo" está atestiguado desde gran parte de las décadas de 1950 y 1960,  pero desde entonces la aliteración "dispositivo del fin del mundo" se ha convertido en la frase más popular.

## Historia
Desde que las pruebas con armas termonucleares como las que se llevaron a cabo en el proyecto "Castle Bravo" en 1954, demostraron la viabilidad para construir dispositivos nucleares arbitrariamente grandes que pudiesen cubrir vastas áreas con lluvia radiactiva envolviendo intensamente con el polvo radiactivo todo lo que estuviera a su alrededor, los teóricos de las armas nucleares como Leo Szilard concibieron una máquina del fin del mundo, como un dispositivo termonuclear masivo rodeado de cientos de toneladas de cobalto que, al detonar, crearía cantidades masivas de cobalto-60, envolviendo a la mayor parte de la Tierra con la suficiente cantidad de polvo radioactivo para sustentar la inminente extinción de toda la vida en el planeta. El estratega de RAND, Herman Kahn, postuló que los encargados de tomar las decisiones nucleares entre los gobiernos soviéticos o estadounidenses podrían optar a su vez por construir dispositivos que provocaran el fin del mundo, y que consistiría en una computadora conectada a un arsenal de bombas de hidrógeno, programada para hacerlas detonar todas y cada una de ellas, y bañar al planeta con suficiente lluvia radioactiva ante la señal de un inminente ataque termonuclear en una eventual e hipotético ataque a otra nación en caso de una declaración formal de guerra total.
La capacidad teórica de que Estados Unidos y su dispositivo del fin del mundo se usase para disuadir de un ataque nuclear del enemigo y se use para que explotase automáticamente sin intervención humana, Kahn admitió que algunos planificadores podrían ver a las "máquinas del fin del mundo" como una amenaza altamente creíble que pudiese disuadir a los atacantes y evitar el peligroso juego de riesgos causado por el concepto de un represalia masiva que ha gobernado a las relaciones nucleares entre Estados Unidos y la Unión Soviética de mediados de los años 1950 y 1960. Sin embargo, en su discusión sobre las máquinas del fin del mundo, Kahn plantea el problema de que un país con armas nucleares sea capaz de activar una máquina del fin del mundo, y afirma que no defendía que Estados Unidos adquiriese una máquina del fin del mundo para tal fin.
El denominado sistema de la Mano Muerta (o "Perímetro") construido por la Unión Soviética durante la Guerra Fría ha sido llamado de alguna manera una "Máquina del fin del mundo" debido a su diseño letal y a sus capacidades nucleares.

## En la Cultura Popular
Los dispositivos del fin del mundo comenzaron a volverse más comunes en la ciencia ficción entre las décadas de 1940 y 1950, debido a la invención de las armas nucleares y al miedo constante a la destrucción mutua asegurada.  Un ejemplo bien conocido, se da en la película de Dr. Strangelove (1964), donde un dispositivo del fin del mundo, se ha basado en las ideas de Szilard y Kahn, el cual se activa tras un ataque estadounidense abortado de forma incompleta y extingue toda vida en la Tierra.  Otro aparece en el episodio de Star Trek The Doomsday Machine (1967), donde la tripulación del Enterprise lucha contra una poderosa máquina alienígena que destruye planetas, asimismo, en otra serie de la franquicia, Star Trek Voyager, se da a conocer la denominada "Partícula Omega" del episodio titulado, "The Omega Directive", una molécula altamente inestable y la sustancia más poderosa que se conoce, que es capaz de ser usada para ser un componente para ciertas tecnologías capaces de destruir el universo o planeta, incluso, ser usada en algún tipo de dispositivo peligroso para el universo. Sin embargo, los dispositivos del fin del mundo también se expandieron para abarcar muchos otros tipos de tecnología ficticia, como en Star Wars, como uno de los más famosas, la Estrella de la Muerte, una estación espacial del tamaño de una luna y que destruye planetas, o su homóloga, la Starkiller. 
Algunos trabajos también han considerado la activación errónea de dispositivos del fin del mundo por factores externos o reacciones en cadena . Un ejemplo de ambos es la película Virus (1980), donde un terremoto es detectado erróneamente como una explosión nuclear y desencadena una secuencia de Sistemas de Reacción Automatizados (ARS). También se han activado varios tipos de dispositivos ficticios del fin del mundo como parte de una toma de control por parte de las IA .  Esto incluye el sistema de lanzamiento de misiles en la película WarGames (1983), cuyo control ha sido entregado completamente a una computadora, y la casi destrucción de la raza humana por parte de Skynet en Terminator (1984). 